# Pep Albanell
Josep Albanell i Tortades (Vich, Barcelona, 25 de diciembre de 1945) es un escritor español con una gran y variada producción literaria. Ha escrito poesía, narrativa y ensayo, pero principalmente teatro (destacando en teatro infantil y juvenil).

## Biografía
Cuando Albanell tenía cuatro años, su familia se trasladó a Seo de Urgel. Este cambio y las dificultades de adaptación que le ocasionó marcaron su infancia y su adolescencia. El mismo autor recuerda aquellos años como una especie de naufragio personal: "Y allí, al pie del Cadí, crecí un poco como un náufrago abandonado a su propia suerte en territorio desconocido y hostil. Pero lo pude dominar y de todo me quedó un espíritu fantasioso y un poco luna, una cierta tendencia a la soledad, y una insobornable afección al subgénero de la gente perdida en la inmensa mar azul. Y un paisaje de montaña que no lo sabría cambiar por ningún otro".
En este ambiente urgelense, se inició en el placer de la lectura y se convirtió en un lector voraz de libros fantásticos que permitían alejarse de la realidad. La lectura casi convulsiva de novelas de náufragos (llegó a leer más de treinta o cuarenta) fue configurando en el joven Albanell toda una simbología alrededor de la figura del personaje aislado que tiene que aprender a superar su situación a partir del esfuerzo personal. Estos referentes literarios, junto con la anécdota biográfica del cambio de residencia, sugirieron, años más tarde, la trama de "El náufrago de las montañas", la historia de un chico perdido en la inmensidad de los Pirineos que logra sobrevivir gracias al ingenio, el instinto y el esfuerzo. Su infancia estuvo rodeada de historias. Además de las lecturas, contaba con la presencia de su abuela, que gozaba contándole relatos de temática muy diversa. El vínculo sentimental que de pequeño estableció con este tipo de literatura ha condicionado su interés hacia las narraciones de tradición oral. Incluso, durante una época recorrió varias poblaciones con el fin de recopilar las leyendas y los cuentos que se contaban.
Empezó a escribir los primeros relatos a los doce años, en los que no podía faltar la temática de los naufragios. También reflejó en algunos poemas sus primeras experiencias amorosas. De sus escritos iniciales, destaca una novela en tres volúmenes (Se empieza a vivir a las siete), que responde a la época del realismo histórico. En aquella época, estudiaba por las mañanas y trabajaba en una fábrica por las tardes. La ficción reflejaba su propia experiencia: la sensación placentera de comenzar a vivir cuando acaba la jornada laboral. Vivió en Madrid dos años, durante los cuales estudió unos cursos de periodismo. Pasado este tiempo se trasladó a Barcelona, donde estudió Filosofía y Letras y se fue integrando en el ambiente cultural de la época, una generación preocupada por la resistencia catalana y la militancia. Desde las primeras experiencias narrativas, su vocación literaria se fue consolidando y, a los diecinueve años, ya tenía la intención de buscar una salida profesional a lo que había comenzado como afición. Instalado definitivamente en Barcelona, fue compaginando esta clara voluntad de escribir con diversas tareas editoriales y, posteriormente, encontró trabajo en una caja de ahorros. 
Comenzó a publicar en 1972, dirigiéndose al público adulto. Cuando ya tenía en el mercado tres o cuatro publicaciones, su amigo Carles Senpau le hizo ver la necesidad de publicar para los chicos y para las chicas ya que, en ese momento, la literatura infantil y juvenil necesitaba nuevas aportaciones de calidad. De esta complicidad entre los dos amigos surgió, escrito conjuntamente, En el corazón de la sierra. Se trata de una novela de tono realista que le aportó la experiencia de dirigirse al lector joven. El libro lo firmaron con el seudónimo de Joles Sennell, nombre surgido de la mezcla de Josep Albanell y Carles Senpau. La guía fantástica (1977) fue su primer libro como autor en solitario, dirigido al público infantil y firmado con el seudónimo de Joles Sennell, seudónimo utilizado entonces solo por Pep Albanell para firmar buena parte de los libros dirigidos a los niños y los jóvenes. Esta dualidad que ha mantenido en su creación ha sido igual que un disfraz que le permite interpretar el papel de autor que escribe para los más pequeños y diferenciarse de lo que lo hace para los lectores adultos. La personalidad literaria de Albanell ha encontrado una tercera identidad que se esconde detrás del colectivo de escritores Ofèlia Dracs. Esta denominación fue inventada por el propio Albanell y recoge las iniciales de los miembros fundadores: Miquel Desclot, Carles Reig, Josep Albanell, Jaume Cabré y Joaquím Soler. Albanell promovió la creación de un cuento erótico por parte de cada uno de los autores y los reunió en la recopilación Diez manzanitas tiene el manzano (1980), con el que ganaron el premio de novela erótica "La sonrisa vertical" (1979). Bajo este nombre ha publicado posteriormente otras obras como ¡Lovecraft, Lovecraft! (1981), Negra y consentida (1983) y Essa efa (1985). Albanell ha compaginado sus libros con la colaboración constante en revistas infantiles como Cavall Fort, Rodamón y Tretzevents. Ha participado en la elaboración de libros de lectura de editoriales dedicadas a la enseñanza, como Barcanova, Onda y Casals, y ha escrito también guiones para el cine, la radio y la televisión. A lo largo de su trayectoria profesional ha recibido un número importante de premios literarios:

## Producción literaria
A lo largo de su producción literaria, compuesta por más de sesenta publicaciones, ha ido combinando la narrativa juvenil con obras para adultos como Si fa no fa, fals (1975), Els ulls de la nit (1989) y Una mica de mort (1999), entre muchas otras.
Uno de sus logros más notables ha sido la novela Ventada de morts (1978), celebrada tanto por la crítica como por el público en general. Su dedicación a la literatura infantil le ha llevado a obtener un gran reconocimiento popular entre los lectores y las lectoras, al tiempo que sus obras han sido un remarcable éxito de ventas, tanto en Cataluña como en el resto de España.

### Poesía
- Tractat de vampirologia. Barcelona: Lumen, 1975.

### Narrativa
- Calidoscopi sentimental: pinyol tot salivat. Barcelona: Selecta, 1975.
- Ventada de morts. Barcelona: Dopesa, 1978; Barcelona: La Magrana, 1982; Barcelona: Proa, 2005
- La Xorca. Barcelona: Pòrtic, 1987.
- El tren no espera mai ningú. La Seu d'Urgell: Trames, 1992.
- Zoofília. Andorra: Banc Agrícol i Comercial d'Andorra, 1999.
- Plaça del Callao. Barcelona: Columna, 2000.

### Narrativa corta
- Les parets de l'insomni. Barcelona: Selecta, 1972.
- Compreu-vos una neurosi i sigueu feliç. Palma de Mallorca: Moll, 1974.
- Si fa no fa, fals. Barcelona: Pòrtic, 1975.
- Qualsevol-cosa-ficció. Barcelona, La Magrana, 1976.
- L'amor ens retratava la nuesa. Barcelona: Laia, 1980.
- Joc de miralls i llunes. Barcelona: Laia, 1982.
- Animal de competición. Barcelona: Pòrtic, 1983.
- Els ulls de la nit. Barcelona: La Magrana, 1989.
- Una mica de mort. Andorra: Banc Internacional - Banca Mora, 1999.
- Xamfrà de tardor. Barcelona: Edicions 62, 1999.

### Teatro
- Xeflis i marrinxes. Palma: Moll, 1988.
- El rei i del drac. Barcelona: Edicions 62, 1989.
- Quatre pecetes i mitja. Barcelona: Baula, 1998.
- La draga Draga. Alzira: Bromera, 2000.
- És teu? Barcelona: Associació d'Actors i Directors Professionals de Catalunya, 2006.

#### Narrativa Infantil y juvenil
- El tresor del Cadí. Barcelona: La Galera, 1979.
- El burot i les cireres. Barcelona: La Galera, 1979.
- Ara us n'explicaré una.... Barcelona, Joventut, 1980.
- El núvol de la son. Barcelona: Publicacions de l'Abadia de Montserrat, 1980.
- A la vora de l'estufa. Barcelona: Grup Promotor, 1980.
- El cas de la terra de Xirinola. Barcelona: Publicacions de l'Abadia de Montserrat, 1981.
- Yuyo, el nen que no plorava. Barcelona: HYMSA, 1981.
- Història d'una bala. Barcelona: HYMSA, 1981. (Bagul de contes)
- El germà ric i el germà pobre. Barcelona: La Galera, 1981.
- En Pantacràs Xinxolaina. Barcelona: La Galera, 1981.
- Els tres cavallers del Segre. Barcelona: Publicacions de l'Abadia de Montserrat, 1983.
- Un llibre amb cua. Barcelona: Publicacions de l'Abadia de Montserrat, 1983.
- Contes de colors. Barcelona: Argos Vergara, 1984.
- El millor pretendent del món. Barcelona: La Galera, 1984.
- Dolor de rosa. Barcelona: La Magrana, 1984.
- Estels fantàstics. Barcelona: Publicacions de l'Abadia de Montserrat, 1985.
- El bosc encantat. Barcelona: Publicacions de l'Abadia de Montserrat, 1985; Alzira: Bromera, 2006
- El llapis fantàstic. Barcelona: La Magrana, 1985.
- Orxata d'ortigues. Barcelona: Joventut, 1986.
- L'implacable naufragi de la pols. Barcelona: Granica, 1987.
- L'habitant del no-res. Barcelona: Edebé, 1987; Barcelona, La Magrana, 1997.
- El núvol de la gana. Barcelona: Publicacions de l'Abadia de Montserrat, 1988.
- La rosa de Sant Jordi. Barcelona: Cruïlla, 1988.
- L'estel de colors. Barcelona: Publicacions de l'Abadia de Montserrat, 1989.
- El món inventat. Barcelona: Publicacions de l'Abadia de Montserrat, 1990.
- Vull ser un gat. Barcelona: Publicacions de l'Abadia de Montserrat, 1990.
- La llàgrima del sol. Barcelona: Publicacions de l'Abadia de Montserrat, 1990.
- Les joguines imaginàries. Barcelona: Cruïlla, 1991.
- Zoa. Barcelona: Barcanova, 1991.
- La guía fantàstica. Barcelona: Publicacions de l'Abadia de Montserrat, 1992.
- L'ós groc. Barcelona: Publicacions de l'Abadia de Montserrat, 1993.
- Fantasies Auxiliars administratives. Barcelona: La Magrana, 1993.
- El nàufrag de les muntanyes. Barcelona: La Magrana, 1993.
- Contes llaminers. Barcelona: Baula, 1993.
- L'últim llop de la Cerdanya. Barcelona: Grijalbo Mondadori, 1994.
- La Irene i el gargot. Barcelona: Grijalbo Mondadori, 1994; Barcelona: Planeta & Oxford, 2006.
- Qui vol un conte? Barcelona: La Magrana, 1994.
- Kwa. Barcelona: Publicacions de l'Abadia de Montserrat, 1994.
- El Barcelonauta. Barcelona: La Magrana, 1995.
- Xssst! Barcelona: Publicacions de l'Abadia de Montserrat, 1995.
- Yago, el nen que volava. Barcelona: Publicacions de l'Abadia de Montserrat, 1995.
- No tots els amants es diuen Romeu. Barcelona: Grijalbo Mondadori, 1996.
- L'innominable. Barcelona: La Magrana, 1996.
- El virolet de Gràcia. Barcelona: Baula, 1996.
- El pont d'Amsterdam. Barcelona: La Magrana, 1997.
- En Xavier té por. Barcelona: La Galera, 1997.
- La fada d'Alzheimer. Barcelona: Fundació "la Caixa", 1998.
- El Dinociment. Barcelona: Cruïlla, 1999.
- El Superheroi de la tele. Barcelona: Barcanova, 1999.
- El món rar de l'Estrafo. Barcelona: Cadí, 1999.
- Contes en una gàbia. Barcelona: Cruïlla, 2000.
- Tocats del bolet. Barcelona: Barcanova, 2000.
- La carta rebel. Barcelona: La Galera, 2000.
- L'ogre pudent. Barcelona: Esin, Combel, 2001.
- La dent de la Clara. Alzira: Bromera, 2002.
- Tot són excuses [con Albert Monclús Farré]. Barcelona: Cruïlla, 2002.
- Conte llunat. Barcelona: Edebé, 2002.
- Conte de riure, conte de plorar. Barcelona: Cruïlla, 2003.
- El crit de l'ampolla. Barcelona: Edebé, 2003.
- La serp negra. Barcelona: Cruïlla, 2004.
- Feines per treballar. Barcelona: Cruïlla, 2004.
- Follets. Barcelona: Edebé, 2005
- El ball de la geganta. Barcelona: La Galera, 2005.
- La bruixa desdentada. Alzira: Bromera, 2005.
- La música perduda. Barcelona: Alfaguara Grup Promotor, 2006.
- La bruixa Katric Catrock i la fada Dolsi Tante. Barcelona: Animallibres, 2007.
- El fantasma de la Seu. Barcelona: Cruïlla, 2009.
- Fades, bruixes i companyia. Barcelona: Edicions del Pirata, 2011
- El gallifoscam. Madrid: Oxford, 2012.

### Ensayo
- Hablemos de leer [con otros autores]. Madrid: Anaya, 2002.
- La sabateta de vidre [con otros autores]. Catarroja: Perifèric Edicions, Universitat de València, 2005.

### Traducciones
- Canela, Mercè: Utinghami: el rey de la niebla. Barcelona: La Galera, 1979.
- Lindgren, Astrid: Els germans cor de lleó. Barcelona: Joventut, 1986.

### Guiones
- Guinyol i quimera de la ciutadana neuròtica. Sitges: Festival Internacional de Teatre, 1977.
- Bar-cel-ona [con Ferran Llagostera]. Cinema, Centre Promotor de la Imatge, 1987.
- El bosc de Gari-Gori. Televisión, DCO i TV3, 1987-1988. (titelles, 26 capítols)

Además, numerosas obras suyas han sido traducidas al inglés, alemán, francés, griego, gallego, euskera o italiano, entre otros.

## Premios recibidos
- Premio Víctor Català 1972, por Les parets de l’insomni.
- Premi Sant Jordi 1974, por Pinyol tot salivat.
- Premio Joaquím Ruyra 1976, por El Barcelonauta.
- Lista de Honor del Premio CCEI 1978, por La guía fantástica.
- Premio Ciutat d'Olot 1979, por L’estanya historia d’uns sommis estranys.
- Premio de la Crítica Serra d’Or de novela 1979, por Ventada de morts.
- Premio Josep María Folch i Torres 1980, por Pantacràs Xinxolaina.
- Premio de la Crítica Serra d'Or de literatura infantil 1980, por L’estel de colors.
- Premio de la Crítica Serra d'Or de literatura infantil 1981, por El núvol de la son.
- Premio de la Generalidad de Cataluña (Creación) 1982, por El bosque encantado.
- Lista de Honor del IBBY 1982, por Ara us explicaré.
- Premio de la Crítica Serra d’Or de literatura infantil 1986, por El llàpis fantàstic.
- Candidato al Premio Andersen 1986.
- Premio Nacional de Literatura Infantil (Creación) 1990, por La Rosa de Sant Jordi.
- Premio Lola Anglada 1993, por Qui vol un conte?.
- Premio Aurora Díaz-Plaja de teatro infantil 1997, por Historia d’una bala.
- Premio de la Crítica Serra d’Or de narrativa 1999, por Xamfrà de tardor.
- Premio de Teatro Infantil Xaro Vidal Ciutat de Carcaixent 1999, por La draga, Draga.
- Premio SGAE de Teatro Infantil y Juvenil 2005, por És téu? Els contrapasturets de la Séu.
- Premio de novela corta Manuel Cerqueda Escaler 1998, otorgado por el «Cercle de les Arts i de les Lletres d'Andorra”, por Zoofília
- Premio Sant Carles Borromeu de cuentos y narraciones, otorgado por la “nit literària andorrana”, per Una mica de mort, también en el año 1998.
- Premio Trajectoria 2013.